# Kresten J. Andersen
Kresten J. Andersen (født 3. juni 1947) er en dansk skuespiller.
Andersen debuterede som overlægen i Hjælp - Min datter vil giftes i 1993 og har siden været ansat ved Vendsyssel Teater og Aalborg Teater. 

## Filmografi
- Hjælp - Min datter vil giftes (1993)
- Surferne kommer (1998)
- Besat (1999)
- At kende sandheden (2002)
- Fuglejagten (2012)
- Tarok (2013)
- Klumpfisken (2014)